# التحام الطفل بالثدي في الرضاعة

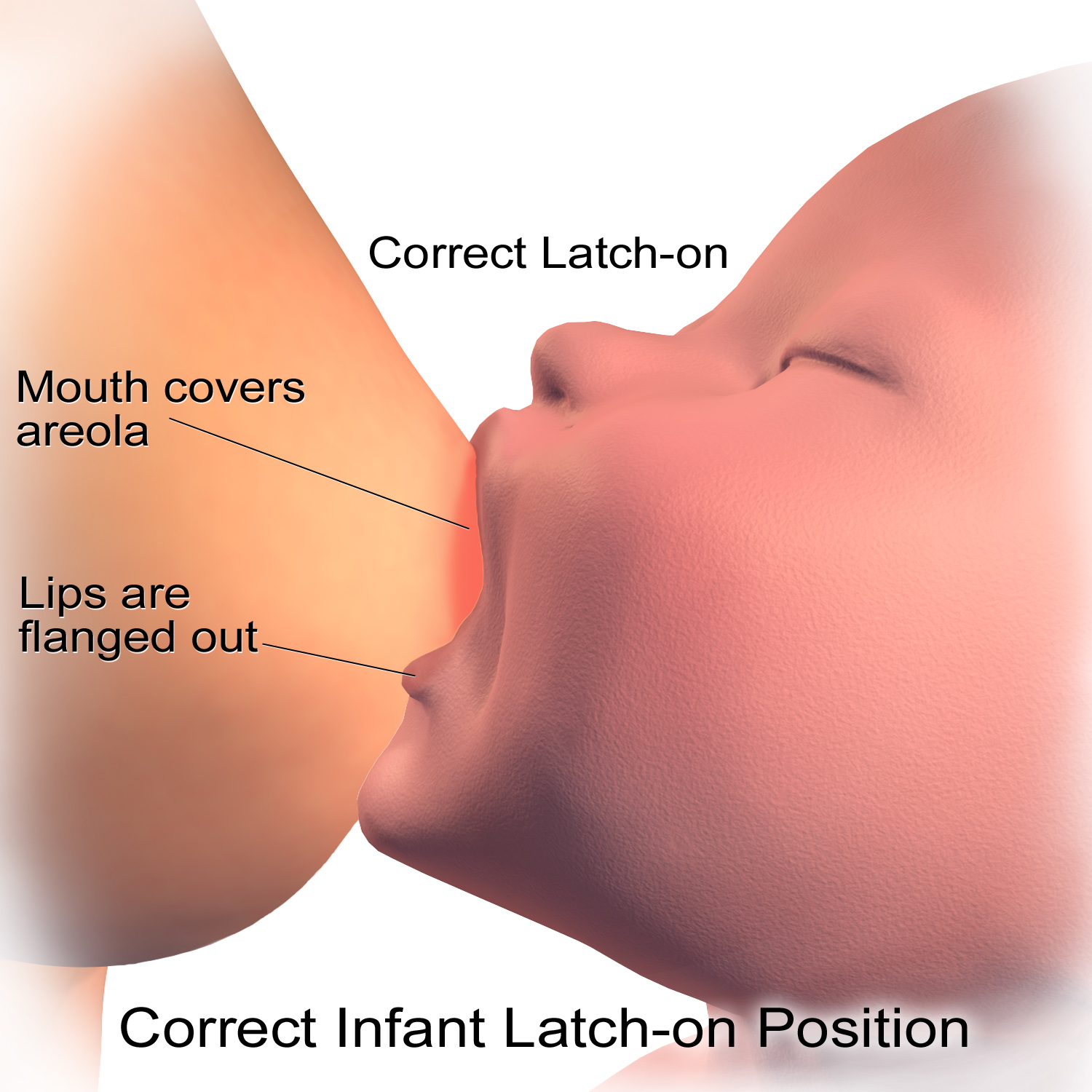
شرح طريقة الرضاعة (التحام الرضاعة)

يشير مصطلح latch «التحام الطفل بالثدي» إلى الطريقة التي يُثّبت الطفل بها ثدي أمه في أثناء الرضاعة الطبيعية، وكيفية التحام الطفل بثدي أمه أهم من كيفية حمل الطفل نفسه في أثناء الرضاعة، فالطريقة المناسبة تعني أن يدخل الطفل الجزء السفلي من الهالة أي (المنطقة المحيطة بالحلمة) في فمه/ها وتظل الحلمة داخل الفم حيث تكون ناعمة ومرنة.
يحدث التحام ضئيل وضعيف بثدي الأم عندما لا يحصل الطفل على ما يكفي من ثدي الأم في فمه/ها أويصير ثدي الأم قريب للغاية من حافة الفم، ويتسبب هذا الالتحام الضئيل إلى حساسية في الحلمة بسبب ضغط عظام الفك العلوي لفم الطفل عليها، ويمكن أن يؤدي ذلك إلى تشققات متطورة في الحلمة وقرح ونزيف.